# 李洛淵
李 洛淵（イ・ナギョン、朝鮮語: 이낙연、1952年12月20日 - ）は、韓国の政治家。同国国務総理（首相）、全羅南道知事、国会議員、共に民主党代表を歴任した。本貫は全州李氏。キリスト教徒。

## 来歴
1952年12月20日全羅南道霊光郡法聖面出身。光州第一高等学校、ソウル大学校法科大学を卒業後、東亜日報に入社。1989年に東京駐在特派員として日本に赴任、以降は国際部次長、論説委員、国際部部長とキャリアを重ねた。2000年に東亜日報を退社。
金大中大統領（当時）に抜擢され、2000年5月の第16代総選挙で全羅南道咸平郡・霊光郡選挙区に新千年民主党から出馬し当選した。2004年の第17代総選挙で同選挙区で再選。2008年の第18代総選挙では選挙区が改編され全羅南道咸平郡・霊光郡・長城郡選挙区に統合民主党から出馬し3選、2012年の第19代総選挙ではふたたび選挙区が改編され全羅南道潭陽郡・咸平郡・霊光郡・長城郡選挙区に民主統合党から出馬し4選を果たす。
国会議員時代には所属していた新千年民主党、大統合民主新党にて報道官を務め、長くスポークスマンとしての役割を示したとされている。2002年12月には大統領選挙を戦った盧武鉉陣営の報道官を務め、2012年の大統領選挙でも文在寅陣営の選挙対策委員長を務めている。
2014年6月の統一地方選挙の一つとして行なわれた全羅南道知事選挙に国会議員を辞職して新政治民主連合から立候補し当選。同年7月より第37代（民選第7代）知事となった。
2017年5月10日に就任した文在寅大統領より国務総理（首相）に指名されたため、任期途中で知事を辞職。5月31日に国会で任命同意案が可決され、首相に就任。
東亜日報では東京駐在特派員を経験し、国会議員時代には2002 FIFAワールドカップの国会議員連盟委員、韓日議員連盟の幹事長、首席副会長など日本に関連する役職に就く機会が多く、全羅南道知事時代の2016年1月には高知県を訪問し姉妹都市協定を結ぶなど日本の自治体との交流に努めたことから知日派とされる。
日本に関する専門家が要職についていないと言われる文在寅政権の中で、日本の本当の姿を知る唯一の人物であるとも評される。
文在寅とは首相就任以来、ほぼ毎週月曜日、大統領府で昼食を取りながら週の計画を立てて国政懸案を議論し、文が「私は今週このようなことをするつもりだから、あれやこれは総理が取りまとめてください」と頼んで、大統領と首相の役割分担が自然に行われ、外交や大きな国政懸案は文が、民生分野などの内政や日常の行政は李が管掌する体制が固まっているという。
2019年12月上旬に日韓議員連盟幹事長の河村建夫と電話で会談した際、月内に首相を退任する意向を表明した。このことは約1週間後の12月11日に河村が講演で明らかにし、同時に次期大統領選挙立候補の準備のためであろうという分析も披露した。2020年1月14日に首相を退任し、丁世均が跡を継いだ。
2020年4月15日に執行された第21代総選挙では、ソウル市鐘路区選挙区から出馬し、最大野党・未来統合党代表で同じく国務総理経験者の黄教安を破り当選。6年ぶりに国会議員として復帰した。同年8月29日に執行された党代表選挙では、得票率66・77％の圧倒的な支持を得て代表に当選。
2021年3月9日に記者会見し、2022年3月9日投開票の次期大統領選をにらみ、党代表の辞任を発表。以降、出馬への準備を本格化させると見られた。同年6月17日に行われた丁世均前国務総理の大統領選挙への出馬宣言式に出席する一方、7月5日には自身も大統領選挙への出馬を表明した。同年9月8日、大統領選挙の公認争いに集中するため議員を辞職する意向を表明し、9月15日の国会本会議で辞職案が賛成多数で可決された。党の候補者を決める予備選挙では李在明の後塵を拝し、10月10日に李在明が決選投票を待たずして公認候補に選ばれたが、李洛淵側は無効票の扱いを不服として異議を申し立てたものの、翌11日には宋永吉党代表が党の候補は確定したと発言し、異議申し立てを事実上拒否。10月24日、李洛淵は李在明への協力を表明した。12月27日、李在明とともに選挙対策委員会の新設機関である国家ビジョン・国民統合委員会の共同委員長に就任。
2022年2月8日、李在明の選挙対策委員会の総括選対委員長に就任した。2022年6月ごろ以降は米国に留学したが、2023年6月に帰国した。
共に民主党内の「非（李在）明系」の代表格として、2023年12月に側近らに新党結成の準備を指示し、元首相の丁世均、金富謙とも面会した。ただし、同じく「李洛淵系」もしくは「非明系」の趙応天、尹永燦らからは「時期尚早だ」と批判された。2024年1月11日に李在明体制の党の在り方を批判し、多党制の必要性を唱え、共に民主党を離党すると宣言した。2024年2月4日、新党の「新しい未来」が成立し、金鍾民と共同代表を務める。同月9日に李俊錫が代表を務める改革新党との合流で合意したことが発表された。李俊錫と李洛淵が共同代表に就いたが、同月20日に李洛淵は合流の解消を表明した。李俊錫との新党内での主導権争いが決裂の原因とされる。
2024年の第22代総選挙では新しい未来の代表として光州広域市の光山区乙選挙区から出馬することとなった。4月10日の投開票の結果15％前後の得票にとどまり、李在明に近い候補者に敗れた。

## 発言
- 2018年1月17日、平昌オリンピックの女子アイスホッケーの南北合同チームの構成に関して「韓国のアイスホッケー女子チームはメダル圏にない」と発言して批判を集めた。1月19日にこの発言について「私の発言に誤解の素地があったことを認める。私の発言で傷ついた方々に謝罪する」と述べた[37]。批判を受けた南北合同チームは、平昌五輪開幕前の世論調査では40%が「良いことだ」、50%が「間違っている」と答えたが、開幕後の2018年2月第4週の調査では「良いことだ」という回答が50%、「間違っている」という意見が36%となり、賛否が逆転した。特に20代は、開幕前の調査では「良いことだ」 が28%、「間違っている」が62%だったのが、開幕後には51%が肯定的評価を、34％が否定的評価をし、賛成世論が23%ポイントもの大幅な増加となった[38]。
- アフリカを歴訪中の2018年7月19日に「北に民の生活重視する指導者が最終的に出現した」として北朝鮮の金正恩を「民生重視する指導者」という評価を行った[39]
- 2020年8月17日、金元雄（光復会会長）が提言した国立ソウル顕忠院に埋葬されている親日軍人らの改葬論に対して、「原則的に同意する」と表明した[40]。

### 日韓関係
- 2001年、ハンセン病違憲訴訟の結果、強制的に隔離されていた患者への補償が決定した。当初、この補償の範囲に、韓国人や台湾人などは含まれていなかった。2005年、李洛淵は官房長官になる直前の安倍晋三とソウルで非公式に会い、この時に韓国人ハンセン病患者の改善を依頼したという。2006年以降、韓国人など、日本国外の者も補償対象となったが、これは李の依頼が影響したという報道がある[41]。
- 2018年11月、徴用工訴訟問題を暴挙と批判した日本の外務大臣河野太郎などを念頭に「日本の指導者たちが過激発言を続けていることに深い憂慮を表する」とする首相声明を出した[42]。
- 2018年12月5日、記者との懇談会の中で、11月よりタスクフォースを設置して水面下で対応を行っていると説明した上で、「日本側には非公式で説明して意思疎通しているし、私の携帯電話に電話をかけてきた日本の指導者もいる」と述べた[43]。
- 2019年1月10日、徴用工訴訟問題に加え韓国海軍レーダー照射問題も発生する中、国政懸案点検調整会議の場で日韓関係に触れ、「韓日の両国が歴史の負の遺産を解決しながら、未来志向の関係を構築することに知恵を集め努力することを望む」[44]としながらも、「最近、（韓国では）日本の指導者らが国内政治的な目的で自国民の反韓感情を刺激し、利用しようとしているとの見方がある。この事実を日本の指導者に知ってほしい」と述べている[45]。
- 2019年8月3日、日本政府がキャッチオール規制の優遇措置（韓国のホワイト国扱い）を見直す閣議決定を行ったことを受け、「日本は越えてはならない一線を越えた」と批判した[46]。翌4日には、「日本は我々との外交的協議も、アメリカの仲裁もわざと冷遇して韓国に対する経済攻撃を進めている」と批判を重ねている[47]。
- 2019年8月26日、同月中に決定した日韓秘密軍事情報保護協定の破棄について、「日本が一連の輸出規制強化措置を撤回すれば、韓国も破棄決定を再検討する」と国会で答弁。貿易問題と防衛問題をセットで対応していく方針を示した[48][49]。
- 2019年10月22日、今上天皇が日本国内外に向けて正式に天皇即位を宣明する重要な殿中儀式『即位礼正殿の儀』に韓国代表使節として参列した。李は東亜日報の日本特派員記者を務めていた頃に前代（明仁上皇）の正殿の儀を取材した経験がある。国賓として参列した事に対し、テレビメディアのインタビューに対して「日本の荘厳な歴史と文化を感じることができました」、産経新聞の取材に対して「まれな縁で（再び）訪問することになり光栄だ」と述べた[50]
- この訪日時の2019年10月24日、迎賓館赤坂離宮で内閣総理大臣の安倍晋三と会談を行っている[51]。
- 2020年11月13日、ソウルで開催された第28回韓日フォーラムに出席。日本が徴用工問題を理由に首脳会談を回避したことに触れ「日本側は懸案が解決してこそ首脳会談ができる」として批判。さらに「東京オリンピックが成功するには北朝鮮が協力しなければならず、特に文在寅大統領の協力が必要だ」として東京オリンピックに成否に韓国が関与できることをアピールした[52]。

## エピソード
2020年当時では1987年以来の任期が最も長かった国務総理である。また、「NY」（Nak-Yeon）というイニシャル略称がメディアにより使われる。
いつもポケットに手帳を入れ、随時メモを取るという記者時代からの習慣がある。
東亜日報や国民日報によると、2020年の第21代総選挙で、共に民主党内派閥の「李洛淵系」は候補者38人中22名が当選したといういい成績を得たため、この選挙での最大な勝者と見なされる。「李洛淵系」の代表的な人物は選挙区を受け継いた李介昊のほか、薛勲、呉怜勲らがいる。